# Distretto di Paucartambo (Pasco)
Il distretto di Paucartambo è uno dei tredici distretti della provincia di Pasco, in Perù. Si trova nella regione di Pasco e si estende su una superficie di 704,83 chilometri quadrati.
Istituito il 23 maggio 1857, ha per capitale la città di Paucartambo.